# Gaylord Nelson
Gaylord Anton Nelson (né le 4 juin 1916 - décédé le 3 juillet 2005), membre du Parti démocrate, a été gouverneur du Wisconsin de 1959 à 1963 puis sénateur des États-Unis pendant près de vingt ans.
Secrétaire du comité du Sénat sur les Small Business Practices jusqu'en 1981, il est connu pour avoir organisé une série d'auditions au Congrès, en 1970, sur les effets secondaires de la pilule contraceptive, les Nelson Pill Hearings (en), suivies de près par le mouvement féministe américain et à la suite desquels la Food and Drug Administration (FDA) annonça la création de la première notice d'information (patient-package insert) accompagnant un médicament.

## Études et gouverneur du Wisconsin
Né le 4 juin 1916 à Clear Lake (Wisconsin) d'un père médecin, Gaylord Nelson obtient son baccalauréat en arts en 1939 à l'université d'État de San José (Californie), suivi d'un diplôme de droit à l'université du Wisconsin en 1942.
Il s'enrôle alors dans l'U.S. Army, étant notamment premier lieutenant lors de la bataille d'Okinawa. Après guerre, il revient à Madison (Wisconsin) et se présente, sans succès, aux élections de 1946. Marié l'année suivante à l'infirmière Carrie Lee Dotson en 1947, il travaille en tant qu'avocat entre 1946 et 1958.
Élu au Sénat du Wisconsin en 1948, il y dirige l'opposition en 1951 et 1952. En 1958, il est élu gouverneur du Wisconsin, ce qui n'était plus arrivé à un candidat démocrate depuis près de 25 ans.
En 1960, il bat de trois points le candidat républicain Philip G. Kuehn, activement soutenu par le président Nixon.

## Sénateur
En 1962, plutôt que de briguer un troisième mandat de gouverneur, il se fait élire au Sénat fédéral, s'emparant de la circonscription du républicain Alexander Wiley qui, âgé de 78 ans, tenait cette place depuis 24 ans. Pour la première fois depuis 1893, les démocrates obtiennent ainsi au Wisconsin deux sièges au Sénat fédéral.
De 1963 à 1981, Nelson est réélu au Sénat. Victime de la vague anti-Carter, il perd de peu (59 000 voix d'écart sur plus de 2 millions de suffrages ) fin 1980 face au républicain Bob Kasten. Il devient secrétaire du sous-comité du Sénat sur les monopoles en 1967, puis du comité du Sénat sur les Small Business Practices.

### LesNelson Pill Hearings
Courant 1969, il organise une série d'auditions au Sénat sur la concurrence et la compétitivité dans l'industrie pharmaceutique.
En décembre 1969, après avoir lu le livre de la féministe Barbara Seaman, The Doctor's Case Against the Pill (1969) , il s'inquiète d'effets secondaires de la pilule combinée, et organise alors une série d'auditions à ce sujet. Barbara Seaman travaille avec lui pour choisir les personnes auditionnées et préparer les questions .
Connues sous le nom de Nelson Pill Hearings (en), ces auditions au Sénat furent très largement médiatisées. En janvier 1970, des centaines de milliers d'Américaines, inquiètes, décident de retourner à des moyens de contraception plus traditionnels (mais moins efficaces) tels que les diaphragmes ou stérilets.
C'est entre autres à la suite de ces auditions qu'en février 1970, le commissaire à la FDA Charles C. Edwards annonce la création de la première notion d'information (patient-package insert) pour un médicament prescrit et d'administration orale, détaillant les effets secondaires et le mode d'emploi correct.

### Autres
Nelson continue les années suivantes à siéger à ce comité, où il est à l'origine, avec le sénateur John Culver, du Regulatory Flexibility Act (en) voté juste avant l'élection de Reagan, qui vise à proportionner la régulation fédérale à la taille des entreprises concernées, afin de ne pas faire peser d'excessives charges sur les PME.
En 1973, aux côtés de Thomas Eagleton et William Hathaway, il est l'un des trois sénateurs à s'opposer à la nomination de Gerald Ford en tant que vice-président des États-Unis. Il est également parmi les trois sénateurs qui ont osé refuser de voter l'extension des opérations au Vietnam .
Âgé de 89 ans, Nelson meurt à Kensington dans le Maryland le 3 juillet 2005 d'un accident cardiovasculaire. Le journaliste Bill Christofferson a écrit une biographie intitulée The Man from Clear Lake qui fut publiée en 2004.

## L'engagement pour l'environnement
Fervent défenseur de l'environnement, G. Nelson est l'un des principaux instigateurs du Jour de la Terre en 1970. Après sa défaite électorale de 1980, il travailla en tant que conseiller à l'ONG environnementaliste Wilderness Society (en).
En 1995, il reçoit la médaille présidentielle de la Liberté en hommage à son travail en faveur de l'environnement. Selon lui, la stabilisation de la population mondiale est un aspect important pour la protection de l'environnement. Il disait aussi que le développement économique ne pouvait passer au-dessus de la protection environnementale.
Le Gaylord Nelson Institute for Environmental Studies, qui est un institut d'études environnementales de l'université du Wisconsin, porte son nom. La réserve naturelle Gaylord Nelson Wilderness dans l'Apostle Islands National Lakeshore est également nommé en hommage à Nelson,. Le Governor Nelson State Park près de Waunakee (Wisconsin) lui rend également hommage.